# Unewel
Unewel – wieś w Polsce położona w województwie łódzkim, w powiecie opoczyńskim, w gminie Sławno. 19 km od 20-tysięcznego Opoczna.
Do 1954 roku istniała gmina Unewel. W latach 1975–1998 miejscowość administracyjnie należała do województwa piotrkowskiego.
We wsi znajduje się sklep, wulkanizacja, kościół i remiza OSP oraz boisko sportowe, na którym czasami odbywają się zawody strażackie oraz mecze.
Na zachód od wsi graniczy z Sulejowskim Parkiem Krajobrazowym blisko Rezerwatu przyrody w Twardej.
Przez wieś jeżdżą bezpośrednio do miejscowości zarówno PKS-y i prywatne busy.
Wierni Kościoła rzymskokatolickiego należą do parafii św. Anny w Smardzewicach. We wsi jest kościół filialny pw. św. Maksymiliana.

Stara zabudowa we wsi Unewel
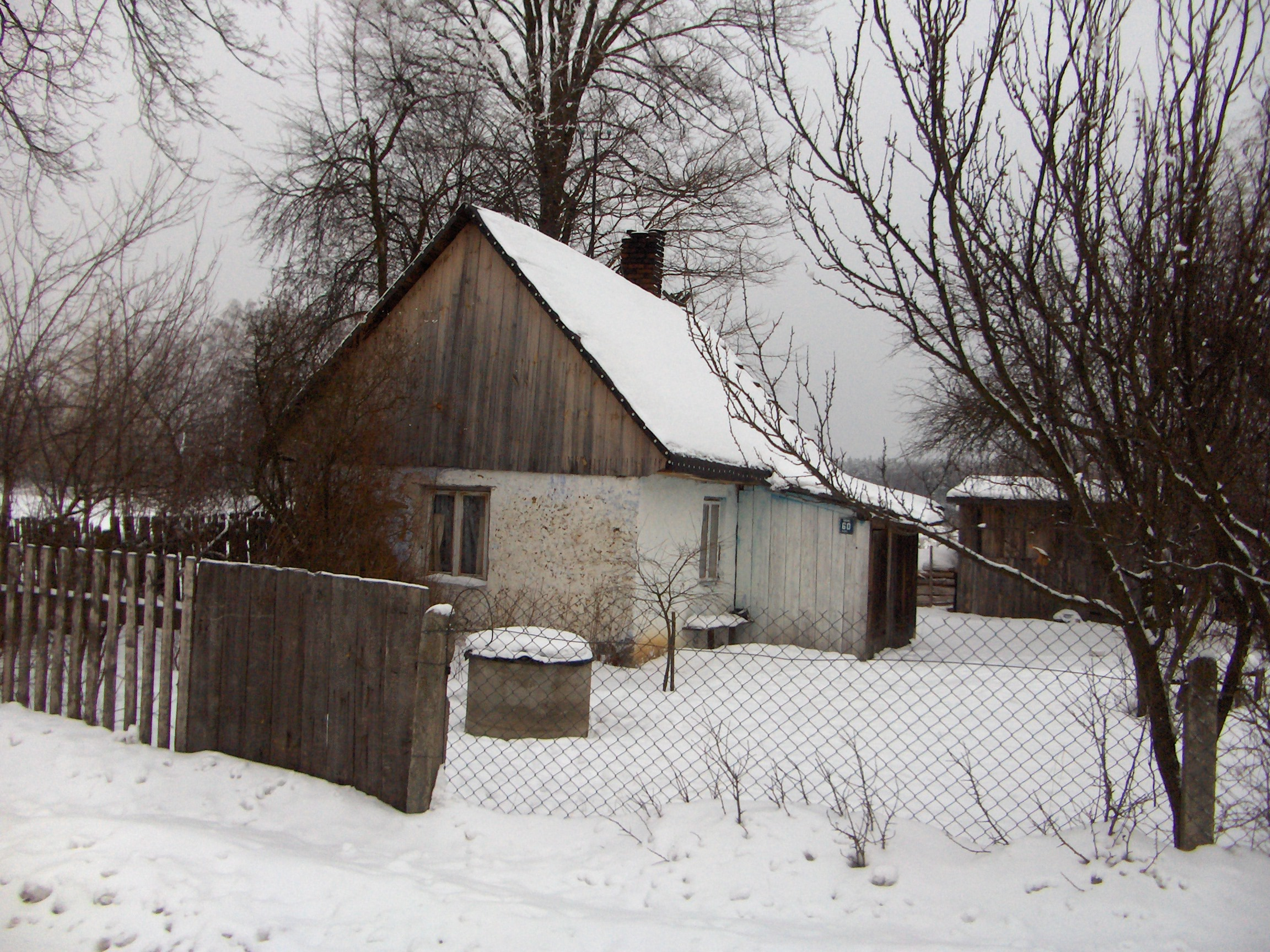
Dom przy posesji nr. 60.
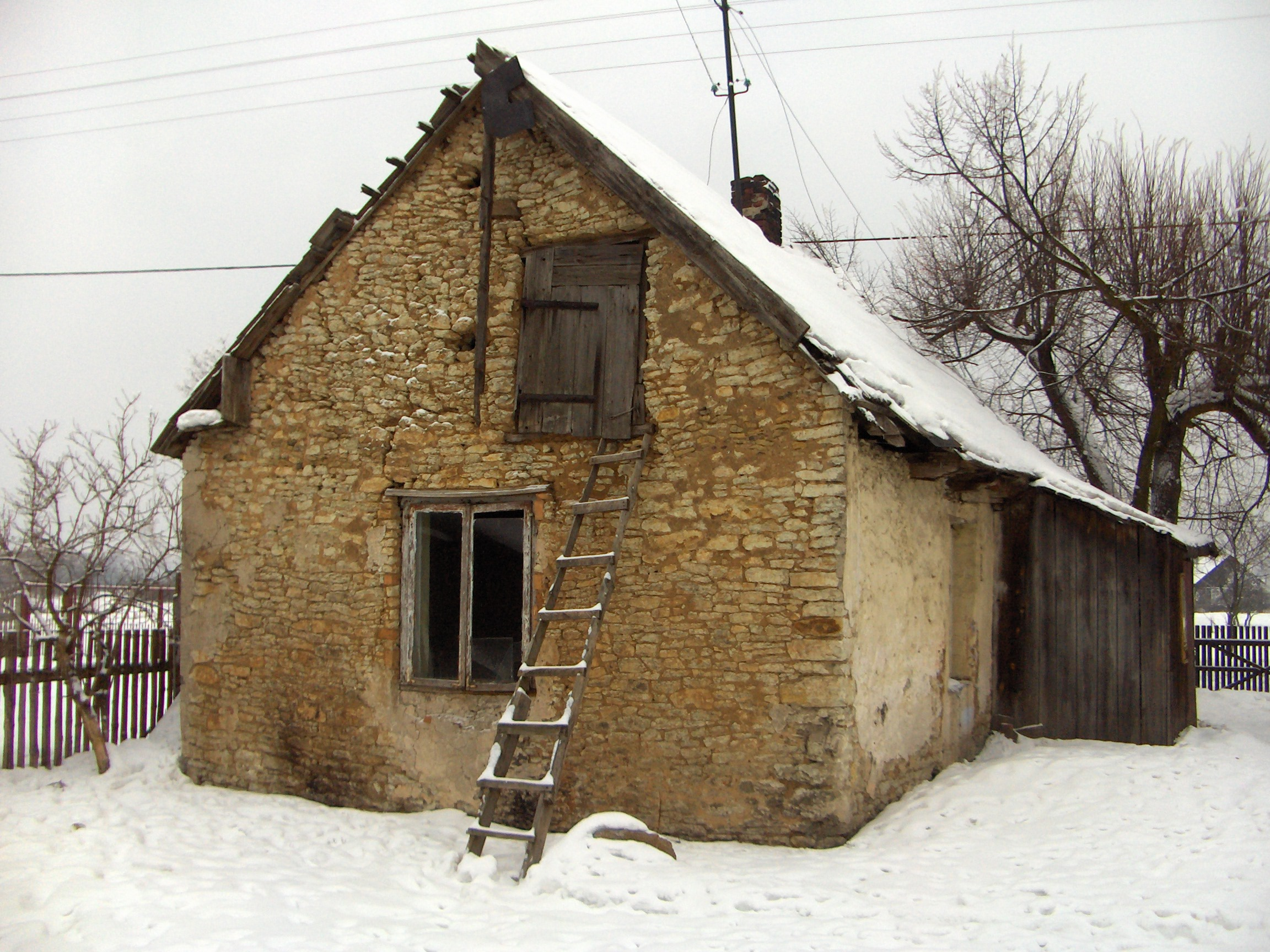
Dom przy posesji nr. 46 z kamienia rozebrany w roku 2011.